# Gustaw Wąsikowski

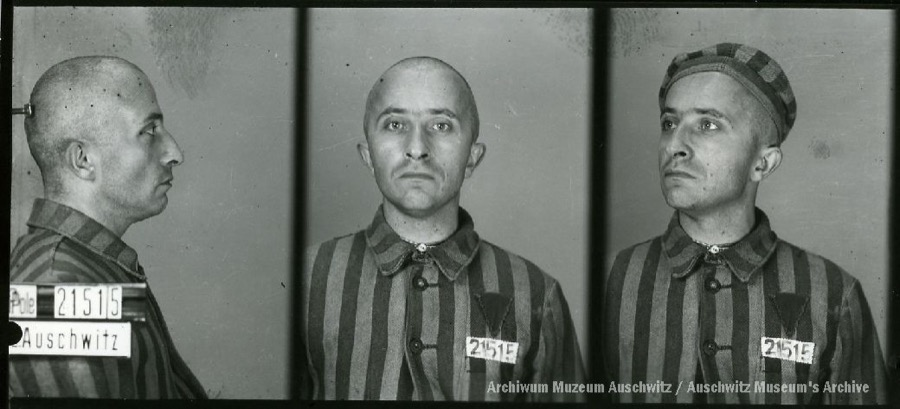
G. Wąsikowski – więzień KL Auschwitz

Gustaw Ludwik Wąsikowski (ur. 31 grudnia 1906 w Biskupicach, zm. 28 października 1942 w KL Auschwitz) – porucznik saperów Wojska Polskiego, kawaler Orderu Virtuti Militari.

## Życiorys
Urodził się 31 grudnia 1906 w Biskupicach. W 1928 r. ukończył gimnazjum w Lublinie i zdał maturę. Od 17 września 1928 do 28 lipca 1929 był uczniem 59. klasy Szkoły Podchorążych Piechoty w Ostrowi Mazowieckiej. Następnie przez trzy lata kontynuował naukę w Szkole Podchorążych Inżynierii w Warszawie. 7 sierpnia 1932 prezydent RP mianował go podporucznikiem ze starszeństwem z dniem 15 sierpnia 1931 i 13. lokatą w korpusie oficerów inżynierii i saperów, a minister spraw wojskowych wcielił do 2 batalionu saperów w Puławach na stanowisko dowódcy plutonu. 1 marca 1935 prezydent RP nadał mu z dniem 1 stycznia 1935 stopień porucznika w korpusie oficerów inżynierii i saperów i 20. lokatą. W marcu 1939 pełnił służbę w Wyższej Szkole Inżynierii w Warszawie na stanowisku dowódcy plutonu 3. kompanii batalionu szkolnego Szkoły Podchorążych Saperów.
W czasie kampanii wrześniowej był dowódcą 3. kompanii 20 batalionu saperów. Walczył w bitwie pod Mławą i obronie Warszawy.
Po kapitulacji stolicy (28 września) był czynny w konspiracji SZP/ZWZ. W połowie 1940 r. został przeniesiony do Okręgu Lublin ZWZ, gdzie w 1941 r. pełnił funkcję Komendanta Inspektoratu Rejonowego „Południe” ZWZ. Podlegały mu w tym czasie Obwody: Zamość, Biłgoraj, Hrubieszów, Tomaszów Lubelski i okresowo Krasnystaw. Pracą konspiracyjną na podległym terenie kierował do połowy 1941 r. 
W połowie 1941 został aresztowany przez Gestapo i uwięziony. 14 października 1941 został wywieziony do obozu koncentracyjnego Auschwitz (nr obozowy 21515). 28 października 1942 został rozstrzelany (według dokumentacji SS egzekucja miała miejsce 1 listopada 1942)

## Odznaczenia
- Krzyż Srebrny Orderu Wojennego Virtuti Militari nr 13172